# 乐安公主 (北齐)
乐安公主（？—577年），勃海郡蓨县（今河北省衡水市景县）人，追尊齐文襄帝高澄嫡长女，母亲是文襄敬皇后。
当初，高澄想把最小的妹妹嫁给崔达拏，恰逢高澄去世，事情就搁置了。崔暹担任太常卿时，群臣在宣光殿饮宴，权贵外戚之子大多都在场，齐文宣帝高洋与他们一一谈话，在座位上亲自写文书给崔暹说：“你贤能的儿子崔达拏，很有才学，我去世哥哥的长女乐安公主，是元魏皇帝的外甥女，对内对外都十分尊敬，超过我一众妹妹，我想完成大哥的遗愿，所以希望结为婚姻。”齐文宣帝就把乐安公主嫁给了崔达拏。婚后，齐文宣帝询问乐安公主说：“崔达拏对你如何？”乐安公主回答说：“他对我很敬重，只是婆婆憎恶我。”齐文宣帝命令宫人把崔达拏的母亲召进宫，杀死之后将尸体投入漳水。北齐灭亡后，崔达拏杀死乐安公主给母亲报仇。